# Gran Premio di superbike di Phillip Island 1991
Il Gran Premio di Superbike di Phillip Island 1991 è stato disputato il 19 ottobre sul circuito di Phillip Island e ha visto la vittoria di Kevin Magee in gara 1, mentre la gara 2 è stata vinta da Doug Polen.
Con la prova disputatasi in Australia e dopo tredici gran premi, ha termine il campionato mondiale Superbike 1991 vinto dallo statunitense Doug Polen su Ducati al primo titolo della categoria. Durante la stagione si è aggiudicato 17 delle 26 gare previste dal calendario. Alla trasferta oceanica, visto anche che il titolo era già stato assegnato matematicamente in anticipo sul termine della stagione, non hanno preso parte la maggior parte dei piloti europei e la griglia di partenza era quasi interamente composta da piloti australiani e neozelandesi.

## Risultati

### Gara 1

#### Arrivati al traguardo[3]
| Pos. | Nº | Pilota            | Motocicletta | Tempo     | Griglia | Punti |
| ---- | -- | ----------------- | ------------ | --------- | ------- | ----- |
| 1º   | 54 | Kevin Magee       | Yamaha       | 36:23.230 | 6º      | 20    |
| 2º   | 23 | Doug Polen        | Ducati       | +0:00.050 | 1º      | 17    |
| 3º   | 31 | Aaron Slight      | Kawasaki     | +0:00.130 | 2º      | 15    |
| 4º   | 4  | Robert Phillis    | Kawasaki     | +0:09.460 | 4º      | 13    |
| 5º   | 3  | Stéphane Mertens  | Ducati       | +0:12.690 | 5º      | 11    |
| 6º   | 14 | Malcolm Campbell  | Honda        | +0:13.060 | 3º      | 10    |
| 7º   | 55 | Scott Doohan      | Yamaha       | +0:38.840 | 7º      | 9     |
| 8º   | 46 | Steve Martin      | Suzuki       | +0:39.010 | 9º      | 8     |
| 9º   | 49 | Roy Leslie        | Ducati       | +0:51.730 | 8º      | 7     |
| 10º  | 58 | Michael O'Connor  | Honda        | +1:12.520 | 11º     | 6     |
| 11º  | 65 | Andrew Stroud     | Kawasaki     | +1:12.760 | 18º     | 5     |
| 12º  | 61 | Shawn Giles       | Honda        | +1:22.590 | 17º     | 4     |
| 13º  | 50 | Marty Craggill    | Honda        | +1:31.950 | 12º     | 3     |
| 14º  | 47 | Matthew Blair     | Suzuki       | +1:35.700 | 13º     | 2     |
| 15º  | 53 | Eddie Kattenberg  | Kawasaki     | +1 giro   | 16º     | 1     |
| 16º  | 59 | Andrew Roberts    | Yamaha       | +1 giro   | 26º     |       |
| 17º  | 57 | Ian Short         | Suzuki       | +1 giro   | 21º     |       |
| 18º  | 36 | Tony Rees         | Yamaha       | +1 giro   | 24º     |       |
| 19º  | 60 | Stephen Tozer     | Honda        | +1 giro   | 19º     |       |
| 20º  | 56 | Mark Fissenden    | Honda        | +1 giro   | 25º     |       |
| 21º  | 40 | Russell Josiah    | Kawasaki     | +1 giro   | 30º     |       |
| 22º  | 52 | Robert Vanolini   | Honda        | +1 giro   | 28º     |       |
| 23º  | 62 | Christopher Price | Honda        | +1 giro   | 29º     |       |
| 24º  | 63 | Mark Draper       | Kawasaki     | +1 giro   | 31º     |       |

#### Ritirati
| Nº | Pilota          | Motocicletta | Giri     | Griglia |
| -- | --------------- | ------------ | -------- | ------- |
| 24 | Jeffry de Vries | Yamaha       | +5 giri  | 14º     |
| 51 | Michael Bubb    | Honda        | +6 giri  | 27º     |
| 44 | Peter Guest     | Yamaha       | +13 giri | 15º     |
| 45 | Doug Pitman     | Yamaha       | +21 giri | 10º     |

### Gara 2

#### Arrivati al traguardo[4]
| Pos. | Nº | Pilota            | Motocicletta | Tempo     | Griglia | Punti |
| ---- | -- | ----------------- | ------------ | --------- | ------- | ----- |
| 1º   | 23 | Doug Polen        | Ducati       | 36:26.480 | 1º      | 20    |
| 2º   | 54 | Kevin Magee       | Yamaha       | +0:00.230 | 6º      | 17    |
| 3º   | 4  | Robert Phillis    | Kawasaki     | +0:14.530 | 4º      | 15    |
| 4º   | 14 | Malcolm Campbell  | Honda        | +0:14.710 | 3º      | 13    |
| 5º   | 55 | Scott Doohan      | Yamaha       | +0:24.930 | 7º      | 11    |
| 6º   | 3  | Stéphane Mertens  | Ducati       | +0:45.750 | 5º      | 10    |
| 7º   | 46 | Steve Martin      | Suzuki       | +0:49.240 | 9º      | 9     |
| 8º   | 58 | Michael O'Connor  | Honda        | +0:55.560 | 11º     | 8     |
| 9º   | 45 | Doug Pitman       | Yamaha       | +1:01.870 | 10º     | 7     |
| 10º  | 44 | Peter Guest       | Yamaha       | +1:12.460 | 15º     | 6     |
| 11º  | 61 | Shawn Giles       | Honda        | +1:14.890 | 17º     | 5     |
| 12º  | 50 | Marty Craggill    | Honda        | +1:26.510 | 12º     | 4     |
| 13º  | 57 | Ian Short         | Suzuki       | +1:44.990 | 21º     | 3     |
| 14º  | 36 | Tony Rees         | Yamaha       | +1 giro   | 24º     | 2     |
| 15º  | 59 | Andrew Roberts    | Yamaha       | +1 giro   | 26º     | 1     |
| 16º  | 56 | Mark Fissenden    | Honda        | +1 giro   | 25º     |       |
| 17º  | 40 | Russell Josiah    | Kawasaki     | +1 giro   | 30º     |       |
| 18º  | 62 | Christopher Price | Honda        | +1 giro   | 29º     |       |
| 19º  | 52 | Robert Vanolini   | Honda        | +1 giro   | 28º     |       |
| 20º  | 63 | Mark Draper       | Kawasaki     | +1 giro   | 31º     |       |
| 21º  | 51 | Michael Bubb      | Honda        | +2 giri   | 27º     |       |
| 22º  | 65 | Andrew Stroud     | Kawasaki     | +2 giri   | 18º     |       |

#### Ritirati
| Nº | Pilota           | Motocicletta | Giri     | Griglia |
| -- | ---------------- | ------------ | -------- | ------- |
| 53 | Eddie Kattenberg | Kawasaki     | +7 giri  | 16º     |
| 31 | Aaron Slight     | Kawasaki     | +14 giri | 2º      |
| 24 | Jeffry de Vries  | Yamaha       | +18 giri | 14º     |
| 60 | Stephen Tozer    | Honda        | +19 giri | 19º     |
| 49 | Roy Leslie       | Ducati       | +22 giri | 8º      |
| 47 | Matthew Blair    | Suzuki       | +22 giri | 13º     |